# Sportjahr 1947
Liste der Sportjahre

◄◄ | ◄ | 1943 | 1944 | 1945 | 1946 | Sportjahr 1947 | 1948 | 1949 | 1950 | 1951 | ► | ►►

Weitere Ereignisse

## Badminton
Höhepunkte des Badmintonjahres 1947 waren die All England, die Denmark Open, die Irish Open, die Scottish Open und die French Open. Der nationale Spielbetrieb lief in vielen Ländern erstmals nach dem Zweiten Weltkrieg wieder mit vollen Terminkalendern. In den USA, Kanada und Australien wurden wieder nationale Titelkämpfe ausgetragen. Japan richtete erstmals eine eigene Meisterschaft aus.

### Internationale Veranstaltungen
| Veranstaltung | Herreneinzel   | Dameneinzel    | Herrendoppel                   | Damendoppel                        | Mixed                         |
| ------------- | -------------- | -------------- | ------------------------------ | ---------------------------------- | ----------------------------- |
| All England   | Conny Jepsen   | Marie Ussing   | Tage Madsen Poul Holm          | Tonny Ahm Kirsten Thorndahl        | Poul Holm Tonny Ahm           |
| Denmark Open  | Poul Holm      | Tonny Ahm      | Preben Dabelsteen Jørn Skaarup | Aase Schiøtt Jacobsen Marie Ussing | Tage Madsen Kirsten Thorndahl |
| French Open   | A. J. Hone     | L. Barlow      | S. G. Bell A. J. Hone          | Mavis Henderson L. Barlow          | A. J. Hone Mavis Henderson    |
| Malaysia Open | Wong Peng Soon | Cecilia Samuel | Ooi Teik Hock Tan Kin Hong     | Cecilia Samuel Molly Chin          | Chan Kon Leong Cecilia Samuel |

## Basketball
- 27. April/3. Mai: In Prag findet die 5. Europameisterschaft der Herren statt. Die Mannschaft der Sowjetunion holt sich bei ihrer ersten Teilnahme auf Anhieb den Titel. Im Finale siegt sie gegen Titelverteidiger Tschechoslowakei mit 56:37. Bronze geht an die Mannschaft Ägyptens.

## Boxen
- 2. bis 17. April: Die Boxeuropameisterschaften 1947 fanden in Dublin (Irland) statt. Nach einer durch den Zweiten Weltkrieg bedingten achtjährigen Pause waren es die zweiten Europameisterschaften in Dublin in Folge. Es wurden Titel in acht Gewichtsklassen vergeben, wobei Frankreich mit einer Gold- und drei Silbermedaillen als stärkste Nation aus dem Turnier hervorging. Im Schwergewicht holte Gerry O'Colman aus Irland die Goldmedaille.

## Eishockey
- 15./23. Februar: Ohne Rekordweltmeister Kanada wird in Prag die erste Weltmeisterschaft nach dem Krieg ausgespielt. Weltmeister wird Gastgeber Tschechoslowakei vor Schweden und Österreich.
- In der NHL gewinnen die Toronto Maple Leafs nach einem 4:2-Erfolg in der Finalserie gegen die Montréal Canadiens den Stanley Cup.

## Eiskunstlauf

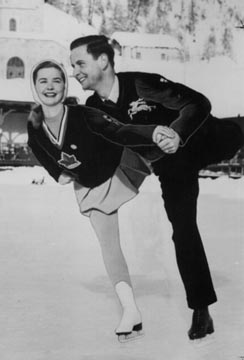
Barbara Ann Scott und Hans Gerschwiler

- Nach zweijähriger Unterbrechung werden wieder die Deutschen Meister ermittelt. Die Titel gehen an Horst Faber und Inge Jell. Im Paarlauf starten Ria Baran und Paul Falk ihre erfolgreiche Karriere mit der ersten Meisterschaft.
- Bei der erstmals seit Ende des Zweiten Weltkriegs wieder ausgetragenen Weltmeisterschaft siegt bei den Herren der Schweizer Hans Gerschwiler. Bei den Damen geht der Titel an die Kanadierin Barbara Ann Scott. Im Paarlauf gewinnt das belgische Paar Micheline Lannoy und Pierre Baugniet.

## Eisschnelllauf
- Vier Jahre nach seinem ersten Titel wird Werner Egerland erster Deutscher Meister im Vierkampf nach dem Krieg.

## Fußball
|             | Meister           | Meister              | Pokalsieger       | Pokalsieger       |
| ----------- | ----------------- | -------------------- | ----------------- | ----------------- |
| Albanien    |                   | FK Partizani Tirana  | nicht ausgespielt | nicht ausgespielt |
| Deutschland | nicht ausgespielt | nicht ausgespielt    | nicht ausgespielt | nicht ausgespielt |
| England     | FC Liverpool      | FC Liverpool         |                   | Charlton Athletic |
| Frankreich  |                   | CO Roubaix-Tourcoing |                   | OSC Lille         |
| Italien     |                   | AC Turin             | nicht ausgespielt | nicht ausgespielt |
| Österreich  |                   | SC Wacker Wien       |                   | SC Wacker Wien    |
| Schottland  | Glasgow Rangers   | Glasgow Rangers      | FC Aberdeen       | FC Aberdeen       |
| Schweiz     |                   | FC Biel-Bienne       | FC Basel          | FC Basel          |
| Sowjetunion |                   | ZSKA Moskau          |                   | Spartak Moskau    |
| Spanien     |                   | FC Valencia          |                   | Real Madrid       |

- 4. Mai: Ungarn schlägt in Budapest Österreich mit 5:2.
- 14. Juni: Mit einem 8:1 gegen Helfort holt sich der SC Wacker Wien zum ersten und einzigen Mal in seiner Vereinsgeschichte den österreichischen Meistertitel.
- 29. Juni: Vor 35.000 Zuschauern im Wiener Praterstadion wird der SC Wacker Wien mit einem 4:3 gegen FK Austria Wien österreichischer Pokalsieger und sichert wie im Jahr zuvor der SK Rapid Wien das Double.
- Mit einem Punkt Vorsprung vor Lausanne-Sports wird der FC Biel-Bienne erstmals Schweizer Fussballmeister.
- 14. September: Österreich schlägt in Wien Ungarn mit 4:3.
- 5. Oktober: Die Tschechoslowakei schlägt in Prag Österreich mit 3:2.
- 9. November: Österreich schlägt in Wien Italien mit 5:1.

## Handball
- Die Mannschaft von RaSpo Mülheim wird mit einem 8:6 gegen den SV Waldhof Mannheim erster Deutscher Feldhandballmeister nach Kriegsende.

## Leichtathletik
- 19. April: Der Koreaner Yun Bok-Suh stellt mit 2:25:39 h eine neue Weltbestzeit im Marathon auf.
- 29. Juni: Herma Bauma (Österreich) erzielt im Speerwurf mit 48,21 m einen neuen Weltrekord.
- 15. August: Lennart Strand (Schweden) verbessert über 1500 Meter der Herren den Weltrekord auf 3:43,0 min.
- 25. August: Der Neuseeländer Doug Harris läuft die 800 Meter in der neuen Weltrekordzeit von 1:49,2 min.
- 23. September: Klawdija Majutschaja (Sowjetunion) übertrifft den Weltrekord im Speerwurf mit 50,32 m. Dieser Rekord wird jedoch nicht offiziell anerkannt, da die Sowjetunion noch nicht Mitglied der IAAF war.

## Motorsport

### Motorradsport

#### Motorrad-Europameisterschaft
- Bei der auf der Bremgarten-Rundstrecke in der Schweiz ausgetragenen Motorrad-Europameisterschaft gewinnt der Italiener Bruno Francisci auf Moto Guzzi vor seinem Landsmann und Teamkollegen Ferdinando Balzarotti und dem Briten Fergus Anderson (ebenfalls Moto Guzzi) den Titel in der Viertelliterklasse.
- Bei den 350ern siegt Velocette-Pilot Fergus Anderson vor seinem Landsmann Charles Beischer und dem Schweizer Georges Cordey (beide Norton).
- In der Halbliterklasse setzt sich der Italiener Omobono Tenni auf Moto Guzzi gegen Ferdinando Balzarotti (ebenfalls Moto Guzzi) und Fergus Anderson (Norton) durch.
- Bei den 600-cm³-Gespannen gewinnen die Italiener Luigi Cavanna / Paolo Cavanna auf Moto Guzzi vor den beiden Schweizern Hans Haldemann (Norton) und Hans Stärkle (NSU).

#### Deutsche Motorrad-Straßenmeisterschaft
- Deutsche Meister werden Carl Döring (DKW, 125 cm³), Hermann Paul Müller (DKW, 250 cm³), Willy Jäger (Norton, 350 cm³), Georg Meier (BMW, 500 cm³), Hermann Böhm / Karl Fuchs (NSU, Gespanne 600 cm³) und Sepp Müller / Josef Wenzhofer (BMW, Gespanne 1000 cm³).

## Olympische Spiele
- 18./21. Juni: Das Internationale Olympische Komitee trifft sich in Stockholm zu seiner 41. Session. Helsinki wird als Ausrichter der Olympischen Sommerspiele 1952 bestätigt.

## Radsport
- 25. Juni/20. Juli: Bei der ersten Tour de France nach dem Zweiten Weltkrieg siegt überraschend der Franzose Jean Robic. Der Bretone nahm dem Italiener Pierre Brambilla erst auf der letzten Etappe das Gelbe Trikot ab.
- 20./25. August: Mit dem Grünen Band vom Rhein findet auch die erste Deutschland-Rundfahrt nach Kriegsende statt. Sieger des Sechs-Etappen-Rennens ist Erich Bautz.

## Tennis
- 30. August/1. September: Das US-amerikanische Team Jack Kramer/Ted Schroeder verteidigt in Forest Hills mit einem 4:1 gegen Australien erfolgreich den Davis Cup.

## Tischtennis
- 28. Februar/7. März: In Paris findet die erste Tischtennisweltmeisterschaft nach Kriegsende statt. Der Tscheche Bohumil Váňa und die Ungarin Gizella Lantos-Gervai-Farkas gewinnen je drei Titel.

## Turnen
- Innozenz Stangl vom TSV 1860 München wird in Northeim erster deutscher Nachkriegsmeister im Mehrkampf.

## Geboren

### Januar

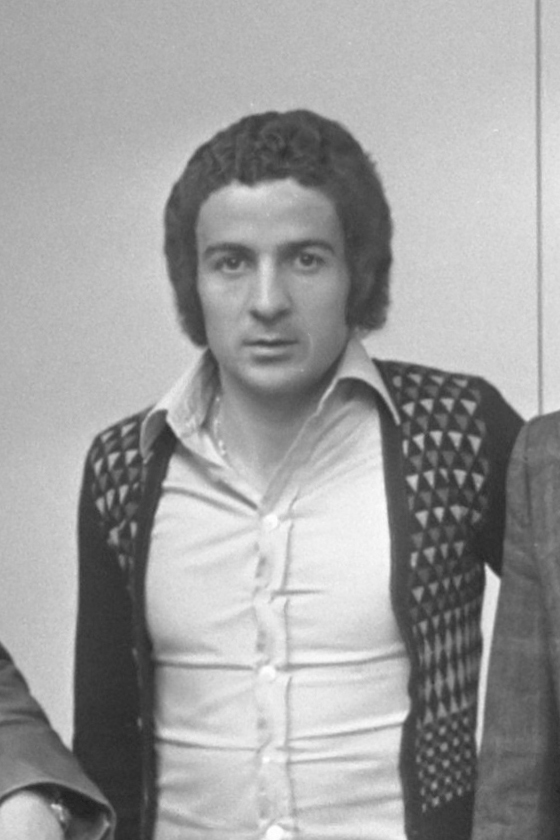
Luciano Chiarugi

- 02. Januar: Calvin Hill, US-amerikanischer American-Football-Spieler
- 02. Januar: Alexander Jakuschew, russisch-sowjetischer Eishockeyspieler und -trainer
- 02. Januar: Alexander Tichonow, russisch-sowjetischer Biathlet
- 03. Januar: Fran Cotton, englischer Rugbyspieler
- 05. Januar: Osman Arpacıoğlu, türkischer Fußballspieler
- 05. Januar: Rita Kühne, deutsche Leichtathletin
- 06. Januar: Ian Millar, kanadischer Springreiter
- 07. Januar: Dan Emil Anca, rumänischer Fußballspieler und -trainer († 2005)
- 07. Januar: Stefan Angelow, bulgarischer Ringer († 2019)
- 07. Januar: Jean-Marie Lemerle, französischer Automobilrennfahrer und Rennstallbesitzer
- 08. Januar: Igor Ivanov, russisch-kanadischer Schachspieler († 2005)
- 09. Januar: Wladimir Wassin, sowjetisch-russischer Wasserspringer
- 10. Januar: Tullio Lanese, italienischer Fußballschiedsrichter und späterer -funktionär († 2025)
- 13. Januar: Luciano Chiarugi, italienischer Fußballspieler und -trainer
- 14. Januar: Peter Nogly, deutscher Fußballspieler
- 14. Januar: Jean-Jacques Savin, französischer Extremsportler und Abenteurer († 2022)
- 15. Januar: José Juncadella, spanischer Automobilrennfahrer und Unternehmer
- 17. Januar: Hermann Aschwer, deutscher Triathlet und Autor
- 19. Januar: Jordanka Blagoewa, bulgarische Leichtathletin
- 21. Januar: Andrzej Bachleda-Curuś, polnischer Skirennläufer
- 21. Januar: Alexander Gussew, russischer Eishockeyspieler und -trainer
- 24. Januar: Giorgio Chinaglia, italienischer Fußballspieler († 2012)
- 24. Januar: Jerzy Konikowski, deutscher Schachspieler polnischer Herkunft
- 25. Januar: Ángel Nieto, spanischer Motorradrennfahrer († 2017)
- 27. Januar: Heinz Bonn, deutscher Fußballspieler († 1991)

### Februar
- 01. Februar: Gaston Rahier, belgischer Motocrossfahrer († 2005)
- 05. Februar: Eduardo Antunes Coimbra, brasilianischer Fußballspieler und -trainer
- 09. Februar: Reinhard Adler, deutscher Fußballspieler
- 09. Februar: Boris Gulko, russisch-US-amerikanischer Schachgroßmeister
- 09. Februar: Lothar Hinrichs, deutscher Fußballspieler
- 13. Februar: Mohammad Reza Adelkhani, iranischer Fußballspieler Mohammad Reza Adelkhani

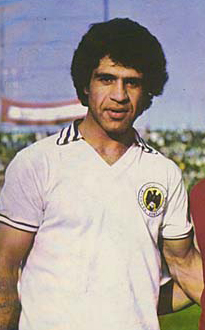
Mohammad Reza Adelkhani

- 13. Februar: Julien Cools, belgischer Fußballspieler
- 13. Februar: Mike Krzyzewski, US-amerikanischer Basketballtrainer
- 14. Februar: Heide Ecker-Rosendahl, deutsche Leichtathletin
- 15. Februar: Andrew Bagnall, neuseeländischer Automobilrennfahrer
- 15. Februar: Dagmar Käsling, deutsche Leichtathletin
- 18. Februar: Carlos Lopes, portugiesischer Leichtathlet
- 19. Februar: Michel Elkoubi, französischer Automobilrennfahrer
- 21. Februar: Eddy Achterberg, niederländischer Fußballspieler und -trainer
- 22. Februar: Jewgeni Wassiljewitsch Tschernyschow, sowjetisch-russischer Handballspieler und -trainer
- 23. Februar: Boris Kusnezow, sowjetischer Boxer († 2006)
- 25. Februar: Lee Evans, US-amerikanischer Leichtathlet († 2021)
- 27. Februar: Mike Montgomery, US-amerikanischer Basketballtrainer
- 28. Februar: Włodzimierz Lubański, polnischer Fußballspieler

### März
- 03. März: Óscar Tabárez, uruguayischer Fußballspieler und -trainer
- 05. März: Nobuhiko Hasegawa, japanischer Tischtennisspieler († 2005)
- 06. März: Dick Fosbury, US-amerikanischer Leichtathlet († 2023)
- 07. März: Rubén Suñé, argentinischer Fußballspieler († 2019)
- 07. März: Walter Röhrl, deutscher Automobilrennfahrer
- 07. März: Claude Seidler, deutscher Hockeytorhüter, -schiedsrichter und -funktionär
- 09. März: Emiliano Mondonico, italienischer Fußballspieler und -trainer († 2018)
- 12. März: Aldo Arencibia, kubanischer Radrennfahrer
- 12. März: David Rigert, sowjetischer Gewichtheber
- 15. März: Rolf Ackermann, deutscher Fußballspieler
- 19. März: Ernst Gerlach, deutscher Handballspieler
- 19. März: Erika Zuchold, deutsche Turnerin († 2015)

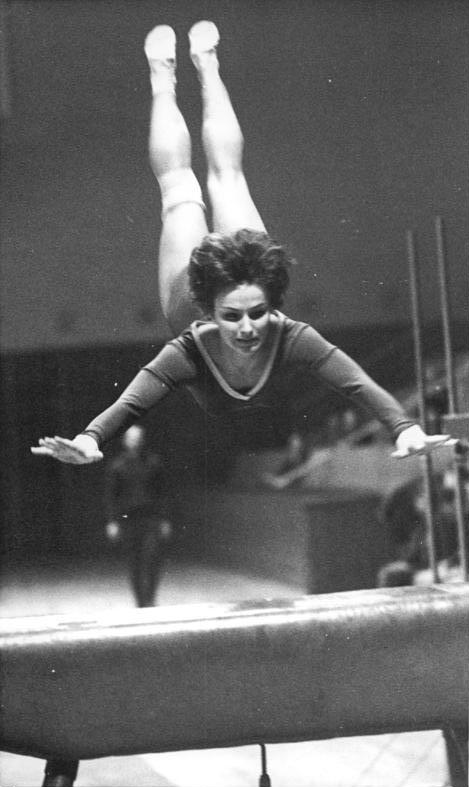
Erika Zuchold

- 24. März: Pierre Dieudonné, belgischer Automobilrennfahrer
- 24. März: Archie Gemmill, schottischer Fußballspieler
- 25. März: Gisela Ahlemeyer, deutsche Leichtathletin
- 26. März: Yōjirō Terada, japanischer Automobilrennfahrer
- 27. März: Jochen Aido, deutscher Fußballspieler
- 27. März: Aad de Mos, niederländischer Fußballtrainer
- 29. März: Inge Bödding, deutsche Leichtathletin

### April
- 06. April: Oswaldo Piazza, argentinischer Fußballspieler und -trainer
- 08. April: Thommy Abrahamsson, schwedischer Eishockeyspieler
- 11. April: Anton Gigl, deutscher Fußballspieler († 1996)
- 11. April: Erwin Spinnler, deutscher Fußballspieler
- 16. April: Kareem Abdul-Jabbar, US-amerikanischer Basketballspieler
- 17. April: Werner Hackmann, Präsident der Deutschen Fußball Liga († 2007)
- 18. April: Rainer Würdig, deutscher Handballspieler
- 20. April: Luigi Maifredi, italienischer Fußballtrainer
- 23. April: Ljudmila Aksjonowa, sowjetische Sprinterin
- 23. April: Wil Burgmeijer, niederländische Eisschnellläuferin
- 23. April: Eddy Joosen, belgischer Automobilrennfahrer und Unternehmer

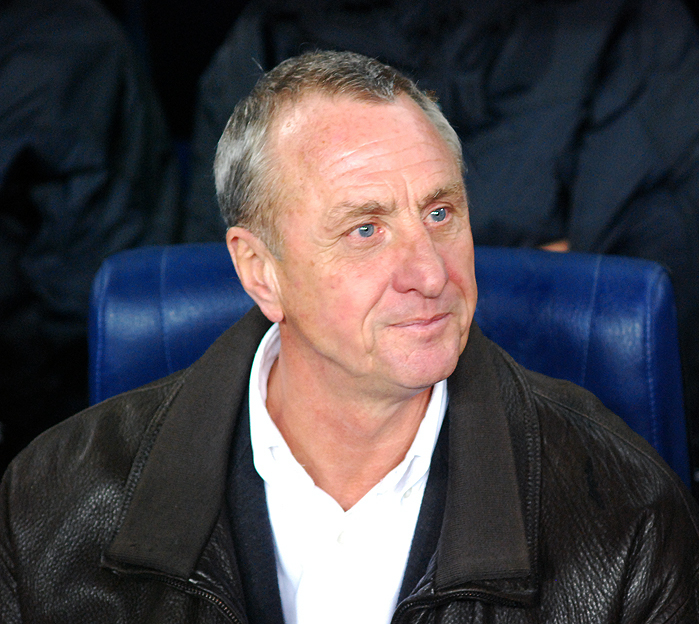
Johan Cruyff

- 25. April: Johan Cruyff, niederländischer Fußballspieler († 2016)
- 26. April: Donna de Varona, US-amerikanische Schwimmerin
- 29. April: Jim Ryun, US-amerikanischer Politiker, Leichtathlet

### Mai
- 01. Mai: Danilo Popivoda, jugoslawischer Fußballspieler († 2021)
- 02. Mai: Manfred Harder, deutscher Fußballschiedsrichter († 2018)
- 06. Mai: Gunilla Lindberg, schwedische Sportfunktionärin
- 07. Mai: Henk Smits, niederländischer Radsportler
- 12. Mai: Zdeněk Zeman, tschechischer Fußballtrainer
- 14. Mai: Hans Orsolics, österreichischer Boxer und Sänger
- 16. Mai: Mats Åhlberg, schwedischer Eishockeyspieler
- 18. Mai: Laureano Rubial, spanischer Fußballspieler († 2024)
- 20. Mai: Jürgen Oppermann, deutscher Unternehmer und Automobilrennfahrer
- 22. Mai: Wladimir Denissow, russisch-sowjetischer Florettfechter
- 22. Mai: Gennadij Nessis, russischer Schachspieler und -trainer
- 22. Mai: Teresio Vachet, italienischer Skirennläufer († 2025)
- 23. Mai: Hans-Jürgen Pohmann, deutscher Tennisspieler und Journalist
- 30. Mai: Karl-Josef Assenmacher, deutscher Fußballschiedsrichter
- 31. Mai: Gabriele Hinzmann, deutsche Leichtathletin

### Juni

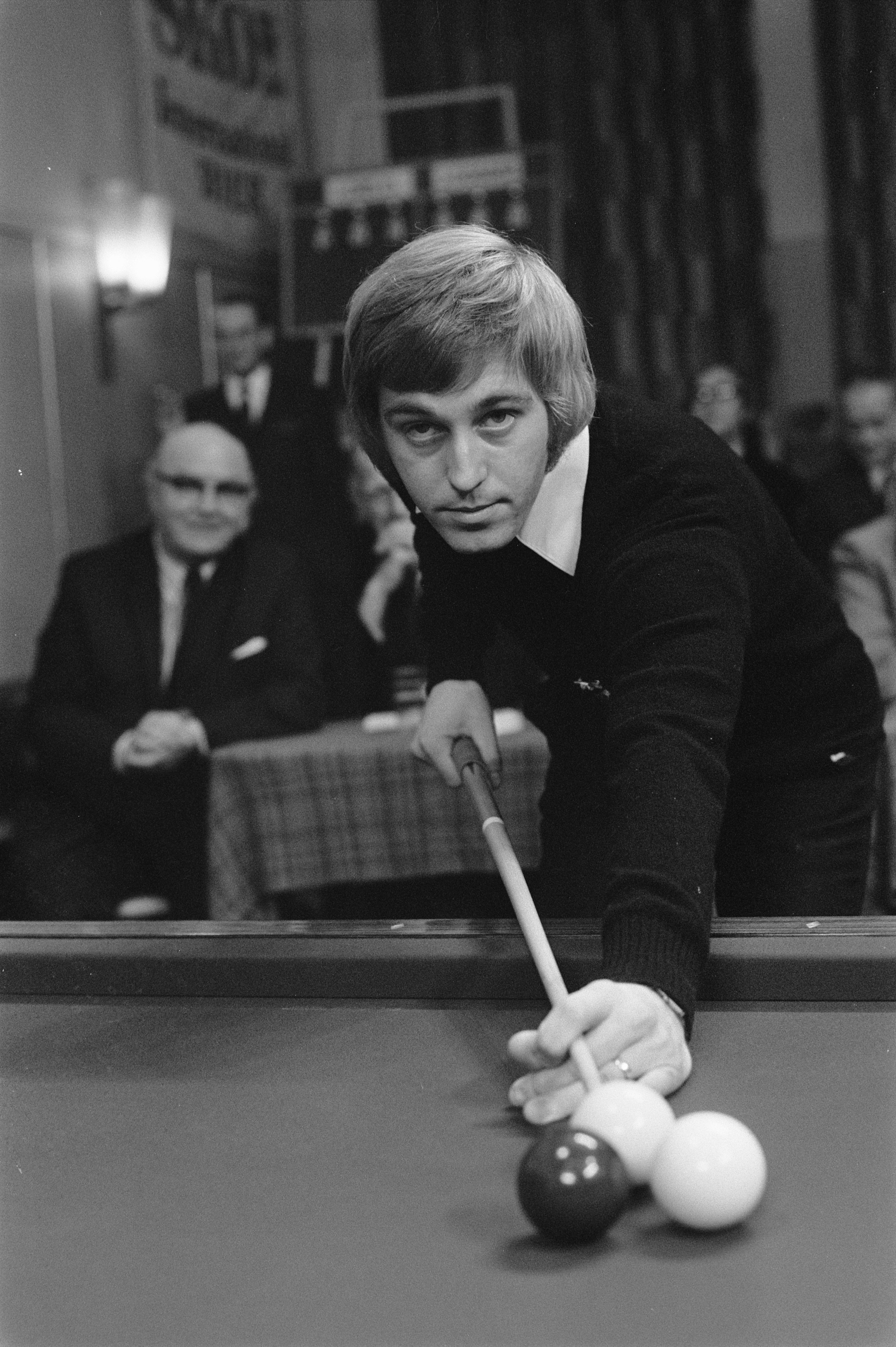
Rini van Bracht

- 01. Juni: Rini van Bracht, niederländischer Karambolagespieler
- 01. Juni: Ron Dennis, britischer Unternehmer und Motorsportmanager
- 04. Juni: Peter Görtz, deutscher Handballspieler († 2013)
- 04. Juni: Hanspeter Latour, Schweizer Fußballtrainer und -spieler
- 08. Juni: Ágnes Bánfai, ungarische Kunstturnerin († 2020)
- 11. Juni: Bob Evans, britischer Automobilrennfahrer
- 11. Juni: Wladimir Smirnow, russisch-sowjetischer Skispringer
- 19. Juni: Kiran Ashar, indischer Cricketspieler († 2017)
- 19. Juni: Walt McKechnie, kanadischer Eishockeyspieler
- 19. Juni: Lucien Rossiaud, französischer Automobilrennfahrer und Unternehmer
- 21. Juni: Duane Thomas, US-amerikanischer American-Football-Spieler
- 22. Juni: Pete Maravich, US-amerikanischer Basketballspieler († 1988)
- 23. Juni: Karl-Heinz Leiteritz, deutscher Leichtathlet
- 25. Juni: Charles Mendez, US-amerikanischer Automobilrennfahrer und Motorsportfunktionär
- 25. Juni: John Powell, US-amerikanischer Diskuswerfer († 2022)
- 26. Juni: Karl Auer, Präsident des Fußballvereins TSV 1860 München
- 26. Juni: Werner Voigt, deutscher Fußballspieler und -trainer († 2023)
- 28. Juni: John Aston junior, englischer Fußballspieler
- 28. Juni: Werner Brosda, deutscher Fußballspieler
- 28. Juni: Klaus Wulst, deutscher Fußballspieler
- 30. Juni: Wladimir Petrow, russisch-sowjetischer Eishockeyspieler († 2017)

### Juli

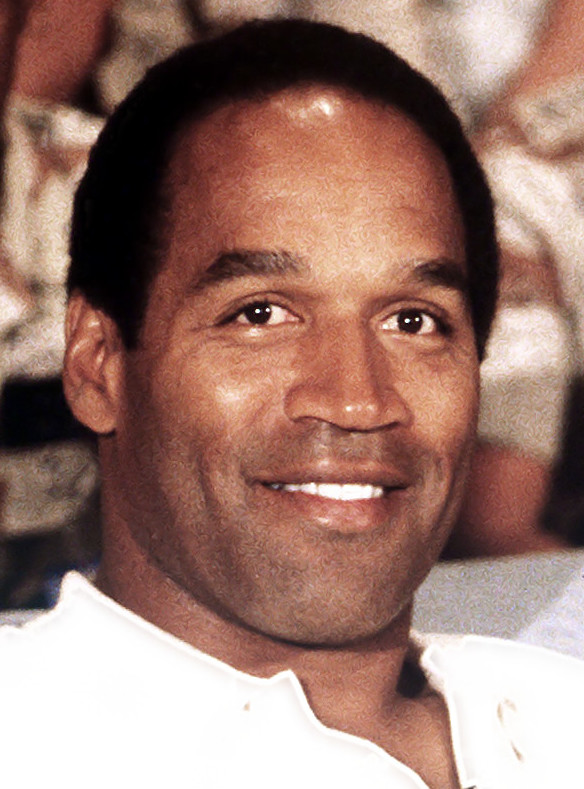
O. J. Simpson

- 01. Juli: Kazuyoshi Hoshino, japanischer Automobilrennfahrer
- 03. Juli: Rob Rensenbrink, niederländischer Fußballspieler († 2020)
- 03. Juli: Claxton Welch, US-amerikanischer American-Football-Spieler
- 07. Juli: Alexander Malejew, russischer Turner[1]
- 09. Juli: O. J. Simpson, US-amerikanischer American-Football-Spieler und Schauspieler († 2024)
- 10. Juli: Horst Blankenburg, deutscher Fußballspieler
- 11. Juli: Violeta Quesada, kubanische Leichtathletin († 2024)
- 13. Juli: Klaus Fock, deutscher Fußballspieler
- 16. Juli: Ladislav Rygl, tschechoslowakischer Nordischer Kombinierer († 2024)
- 19. Juli: Hans-Jürgen Kreische, deutscher Fußballspieler
- 21. Juli: Co Adriaanse, niederländischer Fußballtrainer
- 23. Juli: Torsten Palm, schwedischer Automobilrennfahrer
- 23. Juli: Hans-Jürgen Wittkamp, deutscher Fußballspieler
- 23. Juli: Pierre Yver, französischer Automobilrennfahrer
- 28. Juli: Barbara Ferrell, US-amerikanische Leichtathletin
- 28. Juli: Manfred Müller, deutscher Fußballspieler
- 28. Juli: Jelena Nowikowa, sowjetische Florett-Fechterin
- 29. Juli: Robert Boubet, französischer Automobilrennfahrer

### August
- 04. August: Werner Baumann, deutscher Fußballspieler († 2017)
- 05. August: Lothar Schulz, deutscher Fußballspieler († 2009)
- 06. August: Jewgenij Simin, russischer Eishockeyspieler und -trainer († 2018)
- 07. August: Waleri Iljinych, russischer Kunstturner[2] († 1982)
- 07. August: Kerry Reid, australische Tennisspielerin
- 08. August: Tommy Ellis, US-amerikanischer Rennfahrer
- 08. August: Péter Szőke, ungarischer Tennisspieler († 2022)
- 10. August: Francisco Huerta, mexikanischer Radrennfahrer
- 11. August: Arkadi Georgijewitsch Andreasjan, sowjetisch-armenischer Fußballspieler und -trainer
- 11. August: Alois Schloder, deutscher Eishockeyspieler
- 16. August: Giancarlo Martini, italienischer Automobilrennfahrer und Unternehmer († 2013)
- 21. August: Otto Kastl, deutscher Fußballspieler
- 24. August: Roger De Vlaeminck, belgischer Radrennfahrer
- 28. August: Emlyn Hughes, englischer Fußballspieler († 2004)

### September
- 04. September: Hans Lindemann, deutscher Fußballspieler
- 07. September: Karen Grigorjan, sowjetischer Schachspieler († 1989)
- 08. September: Claudio Sala, italienischer Fußballspieler und -trainer
- 09. September: Wayne Thomas, kanadischer Eishockeytorhüter, -trainer und -funktionär († 2025)
- 12. September: Peter Kutemann, niederländischer Unternehmer und Automobilrennfahrer
- 12. September: Jean-Claude Lagniez, französischer Automobilrennfahrer und Rennstallbesitzer
- 13. September: Elfgard Schittenhelm, deutsche Leichtathletin
- 14. September: Fredy Lienhard, Schweizer Automobilrennfahrer und Unternehmer

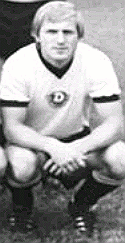
Dieter Riedel

- 16. September: Dieter Riedel, deutscher Fußballspieler und -trainer
- 16. September: Ilona Gusenbauer, österreichische Leichtathletin
- 19. September: Jozef Móder, tschechoslowakischer Fußballspieler
- 20. September: Jairo Arboleda, kolumbianischer Fußballspieler und -trainer
- 21. September: Rudolf Hendel, deutscher Judoka († 2023)
- 21. September: Kaoru Hoshino, japanischer Automobilrennfahrer († 2022)
- 24. September: Bernard Béguin, französischer Rallyefahrer

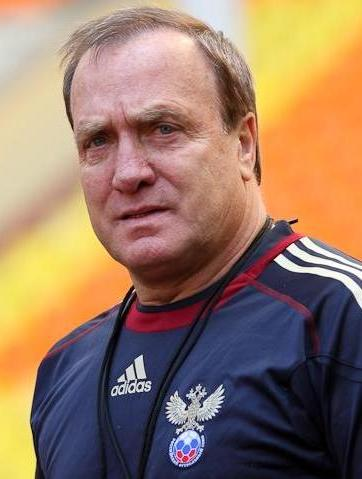
Dick Advocaat

- 27. September: Dick Advocaat, niederländischer Fußballspieler und -trainer

### Oktober
- 02. Oktober: Květoslav Mašita, tschechoslowakischer Endurosportler
- 04. Oktober: Jelena Fatalibekowa, russische Schachspielerin
- 05. Oktober: Michael Keyser, US-amerikanischer Automobilrennfahrer, Journalist und Fotograf
- 09. Oktober: Rita Wilden, deutsche Leichtathletin
- 13. Oktober: Zbigniew Jasiukiewicz, polnischer Volleyballspieler († 2005)
- 13. Oktober: Hans-Dieter Schmitz, deutscher Handballspieler und -trainer
- 14. Oktober: Charles Joiner, US-amerikanischer American-Football-Spieler
- 14. Oktober: Rikky von Opel, Liechtensteiner Automobilrennfahrer
- 15. Oktober: Heinrich Garhammer, deutscher Freestyle-Skifahrer
- 16. Oktober: Terry Griffiths, walisischer Snookerspieler († 2024)
- 22. Oktober: Richard Piper, britischer Automobilrennfahrer
- 23. Oktober: Kazimierz Deyna, polnischer Fußballspieler († 1989)
- 23. Oktober: Wolfgang Pötzsch, deutscher Handballspieler und -trainer
- 26. Oktober: Ian Ashley, britischer Automobilrennfahrer
- 31. Oktober: Alberto Bigon, italienischer Fußballspieler und -trainer
- 31. Oktober: Frank Shorter, US-amerikanischer Leichtathlet

### November
- 01. November: Ted Hendricks, US-amerikanischer American-Football-Spieler
- 01. November: Tsunekazu Takeda, japanischer Springreiter und Sportfunktionär
- 04. November: Alexei Ulanow, russischer Eiskunstläufer
- 07. November: Bob Anderson, englischer Dartspieler
- 08. November: Giorgio Francia, italienischer Automobilrennfahrer
- 10. November: Jim Miller, US-amerikanischer Nordischer Kombinierer
- 11. November: Klaus Blischke, deutscher Sportwissenschaftler († 2025)
- 13. November: Mike Devecka, US-amerikanischer Nordischer Kombinierer und Skispringer
- 15. November: Bob Dandridge, US-amerikanischer Basketballspieler
- 15. November: Holger Kirschke, deutscher Schwimmer († 2019)
- 16. November: Hannelore Burosch, deutsche Handballspielerin

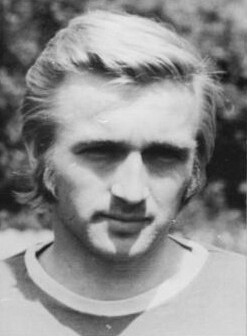
Siegmar Wätzlich

- 16. November: Gerhard Haatz, deutscher Endurosportler († 2012)
- 16. November: Siegmar Wätzlich, deutscher Fußballspieler († 2019)
- 19. November: Rolando Garbey, kubanischer Boxer († 2023)
- 20. November: Gerd Szepanski, deutscher Sportreporter († 2012)
- 22. November: Nevio Scala, italienischer Fußballspieler und -trainer
- 26. November: Roger Wehrli, US-amerikanischer American-Football-Spieler
- 30. November: Karl-Heinz Handschuh, deutscher Fußballspieler

### Dezember
- 03. Dezember: Olga Pall, österreichische Skirennläuferin
- 05. Dezember: Jim Plunkett, US-amerikanischer American-Football-Spieler
- 06. Dezember: Luigi Moreschi, italienischer Automobilrennfahrer
- 07. Dezember: Jesse Valdez, US-amerikanischer Boxer mexikanischer Herkunft
- 09. Dezember: Mark Dworezkij, russischer Schachtrainer und Autor († 2016)
- 09. Dezember: Sergej Gussew, russischer Schwimmer
- 10. Dezember: Jürgen Barth, deutscher Automobilrennfahrer
- 10. Dezember: Stefan Gaisreiter, deutscher Bobfahrer

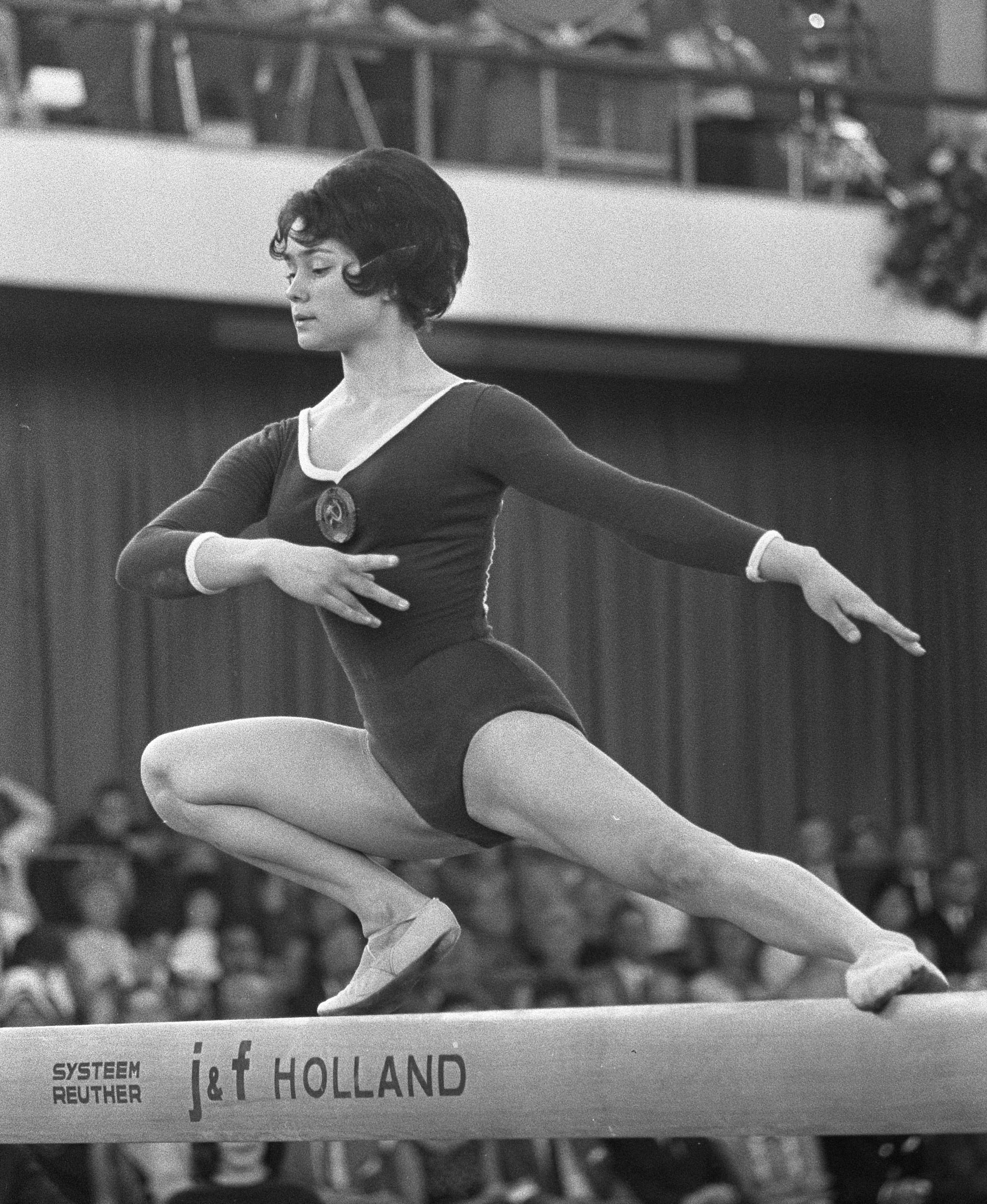
Sinaida Woronina

- 10. Dezember: Sinaida Woronina, russisch-sowjetische Kunstturnerin († 2001)
- 14. Dezember: Bernd Großmann, deutscher Leichtathletiktrainer († 2005)
- 16. Dezember: Vince Matthews, US-amerikanischer Sprinter
- 20. Dezember: Wilhelm J. Brinkmann, deutscher Schachspieler († 2025)
- 28. Dezember: Mark Washington, US-amerikanischer American-Football-Spieler

### Datum unbekannt
- Geir Ove Berg, norwegischer Skispringer, Skisprungtrainer und Sportfunktionär im Golf

## Gestorben

### Januar
- 04. Januar: Kurt Doerry, deutscher Leichtathlet, Sportjournalist und -funktionär (* 1874)
- 05. Januar: Pat Boot, neuseeländischer Leichtathlet (* 1914)
- 05. Januar: Charles Schlee, US-amerikanischer Radrennfahrer (* 1873)
- 04. Januar: Kitani Tokuo, japanischer Eisschnellläufer (* 1909)
- 07. Januar: William Bowman, US-amerikanischer Fechter (* 1881)
- 14. Januar: Bill Hewitt, US-amerikanischer American-Football-Spieler (* 1909)
- 18. Januar: Albin Jakopič, jugoslawischer Skispringer (* 1912)
- 19. Januar: Hermann Müller, deutscher Leichtathlet (* 1885)
- 26. Januar: Gustav Adolf Erbprinz von Schweden, schwedischer Springreiter (* 1906)

### Februar
- 06. Februar: Theodor Nauman, norwegischer Wasserballspieler (* 1885)
- 06. Februar: John Rhodes, britischer Segler (* 1870)
- 14. Februar: Mauritz Eriksson, schwedischer Sportschütze (* 1888)
- 14. Februar: John Page, britischer Eiskunstläufer (* 1900)
- 19. Februar: Charles Leaf, britischer Segler (* 1895)
- 19. Februar: Charles Frédéric Petit, französischer Bogenschütze (* 1857)
- 20. Februar: Frank Coyle, US-amerikanischer Stabhochspringer (* 1886)
- 22. Februar: Marcello Nizzola, italienischer Ringer (* 1900)

### März
- 01. März: Denis Carey, irischer Hammerwerfer (* 1872)
- 03. März: Cecil Haig, britischer Degenfechter (* 1862)
- 07. März: Stewart Tritle, US-amerikanischer Tennisspieler (* 1871)
- 09. März: Wilhelm Werner, deutscher Automobilrennfahrer (* 1874)
- 16. März: Waldemar Holberg, dänischer Boxer (* 1883)
- 23. März: David Ashworth, englischer Fußball-Schiedsrichter und Trainer (* 1868)
- 27. März: Sydney Howard Smith, englischer Tennis- und Badmintonspieler (* 1872)
- 000März: Albert Delbecque, belgischer Fußballspieler (* unbekannt)

### April
- 01. April: Philip Hunloke, britischer Segler (* 1868)
- 05. April: Alexandros Merkati, griechischer Golfspieler (* 1874)
- 08. April: Olaf Frydenlund, norwegischer Sportschütze (* 1862)
- 08. April: Iivari Partanen, finnischer Kunstturner (* 1880)
- 09. April: Carroll Haff, US-amerikanischer Sprinter (* 1892)
- 13. April: Jean Chassagne, französischer Automobilrennfahrer (* 1881)
- 30. April: Yngvar Bryn, norwegischer Eiskunstläufer (* 1881)

### Mai
- 07. Mai: Forest Montgomery, US-amerikanischer Tennisspieler (* 1874)
- 07. Mai: Franz Weber, österreichischer Fußballspieler (* 1888)
- 08. Mai: Attilio Ferraris, italienischer Fußballspieler (* 1904)
- 16. Mai: Samuel Vance, kanadischer Sportschütze (* 1879)
- 19. Mai: Giovanni Delise, italienischer Ruderer (* 1907)
- 19. Mai: John Heijning, niederländischer Fußballspieler (* 1884)
- 20. Mai: Armas Pesonen, finnischer Speerwerfer (* 1885)
- 22. Mai: Edwin Hedley, US-amerikanischer Ruderer (* 1864)
- 24. Mai: Øistein Schirmer, norwegischer Turner (* 1879)
- 26. Mai: Helen Aitchison, britische Tennisspielerin (* 1881)
- 31. Mai: Peter Dolfen, US-amerikanischer Sportschütze (* 1880)

### Juni
- 01. Juni: Robert Tikkanen, finnischer Sportschütze (* 1888)
- 02. Juni: John Gretton, britischer Segler (* 1867)
- 07. Juni: Meredith Colket, US-amerikanischer Leichtathlet (* 1878)
- 18. Juni: Aukusti Sihvola, finnischer Ringer (* 1895)
- 25. Juni: Oluf Olsson, dänischer Turner (* 1873)
- 28. Juni: Oliver Schriver, US-amerikanischer Sportschütze (* 1879)
- 29. Juni: Orla Jørgensen, dänischer Radrennfahrer (* 1904)
- 30. Juni: Arvīds Immermanis, lettischer Radrennfahrer (* 1912)
- 30. Juni: Rudolf Noack, deutscher Fußballspieler (* 1913)

### Juli
- 06. Juli: Francis Burchell, britischer Cricketspieler (* 1873)
- 09. Juli: Willi Remer, deutscher Moderner Fünfkämpfer (* 1908)
- 13. Juli: Robert Hassell, britischer Schwimmer und Wasserballspieler (* 1876)
- 14. Juli: Ercole Olgeni, italienischer Ruderer (* 1883)
- 18. Juli: John Sewell, britischer Tauzieher (* 1882)
- 20. Juli: Alfred Bowerman, britischer Cricketspieler (* 1873)
- 27. Juli: Willi Arlt, deutscher Fußballspieler (* 1919)
- 29. Juli: Grantley Goulding, britischer Leichtathlet (* 1874)
- 30. Juli: Karl Wyss, Schweizer Moderner Fünfkämpfer (* 1909)

### August
- 01. August: Bernhard Larsson, schwedischer Sportschütze (* 1879)
- 01. August: Harald Natvig, norwegischer Sportschütze (* 1872)
- 05. August: Anton Schall, österreichischer Fußballspieler (* 1907)
- 15. August: Nils Andersson, schwedischer Fußballspieler (* 1887)

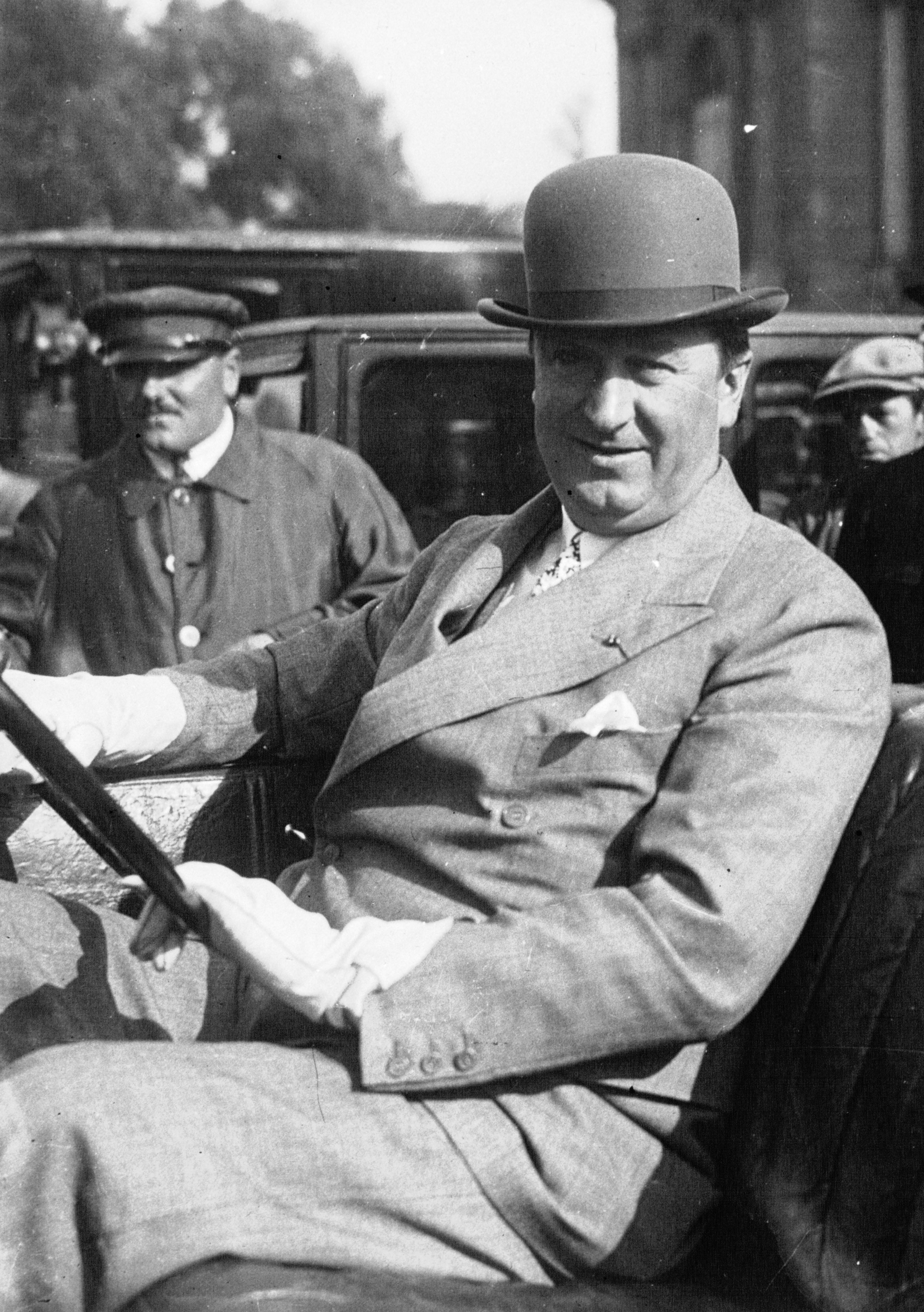
Ettore Bugatti

- 21. August: Ettore Bugatti, italienischer Automobilfabrikant und Konstrukteur (* 1881)
- 21. August: Henry Dafel, südafrikanischer Leichtathlet (* 1889)
- 22. August: Hans Eicke, deutscher Leichtathlet (* 1885)
- 26. August: Anne Ehscheidt, deutsche Wasserspringerin (* 1919)
- 30. August: Per-Olof Arvidsson, schwedischer Sportschütze (* 1864)

### September
- 03. September: Ronald MacDonald, kanadischer Marathonläufer (* 1874)
- 11. September: Antonio Cotichini, italienischer Turner (* 1890)
- 28. September: Edvīns Bārda, lettischer Fußballspieler und -trainer (* 1900)
- 28. September: Oscar Grégoire, belgischer Wasserballspieler und Schwimmer (* 1877)

### Oktober
- 07. Oktober: Martin Schneeweiss, österreichischer Motorradrennfahrer (* 1907)
- 12. Oktober: Adrianus van Merrienboer, niederländischer Bogenschütze (* 1894)
- 15. Oktober: John Johansen, norwegischer Leichtathlet (* 1883)
- 18. Oktober: Charles Treffel, französischer Schwimmer und Wasserballspieler (* 1875)
- 20. Oktober: Gilbert Bougnol, französischer Fechter (* 1866)
- 29. Oktober: Wouter Brouwer, niederländischer Fechter (* 1879)

### November
- 01. November: Martin Formanack, US-amerikanischer Ruderer (* 1866)
- 03. November: George Con O’Kelly, irischer Ringer (* 1886)
- 04. November: Juan Terrazas, mexikanischer Fußballspieler (* 1909)
- 14. November: Charles Palmer, britischer Sportschütze (* 1869)

### Dezember
- 15. Dezember: Anastasios Andreou, griechischer Sportler (* 1877)
- 23. Dezember: Jean Le Bret, französischer Segler (* 1872)
- 24. Dezember: Charles Gondouin, französischer Rugbyspieler und -schiedsrichter, Tauzieher und Sportjournalist (* 1875)
- 24. Dezember: Elias Katz, finnischer Leichtathlet (* 1901)
- 27. Dezember: Alphonzo Bell, US-amerikanischer Tennisspieler (* 1875)

### Datum unbekannt
- Émile Gontier, französischer Leichtathlet (* 1877)
- Georg Hoffmann, deutscher Schwimmer und Wasserspringer (* 1880)
- Max Pape, deutscher Schwimmer (* 1886)
- Erich Siebert, deutscher Ringer (* 1910)
- Alfred Steinke, deutscher Eishockeyspieler, -torhüter, -schiedsrichter und -funktionär (* 1881)